# Liège-Bastogne-Liège 1933
La 23e édition de Liège-Bastogne-Liège a eu lieu le 25 mai 1933 et a été remportée par le Belge François Gardier. 
Le Liégeois François Gardier se présente seul à Liège pour la victoire de cette vingt-troisième édition de la Doyenne. Il devance de plus de deux minutes ses compatriotes René Dewolf et Albert Bolly. 47 coureurs étaient au départ et 19 à l'arrivée. 

## Classement
| n° | Coureur             | Équipe       | Temps           |
| -- | ------------------- | ------------ | --------------- |
| 1  | François Gardier    | Depas Cycles | 6 h 05 min 24 s |
| 2  | René Dewolf         | -            | à 2 min 16 s    |
| 3  | Albert Bolly        | -            | à 2 min 18 s    |
| 4  | Edward Vissers      | -            | à 2 min 41 s    |
| 5  | Georges Lemaire     | Depas Cycles | à 2 min 51 s    |
| 6  | Joseph Vanderhaegen | -            | à 8 min 08 s    |
| 7  | François Adam       | Armor        | m.t.            |
| 8  | Auguste Van Tricht  | -            | à 8 min 21 s    |
| 9  | Désiré Louesse      | -            | à 8 min 30 s    |
| 10 | André Decroix       | -            | à 8 min 32 s    |